# Alive III
Alive III es un álbum en vivo lanzado por la banda de hard rock/Heavy metal estadounidense Kiss en 1993. La grabación de Alive III tuvo lugar en múltiples fechas en Cleveland, Detroit e Indianápolis, durante la gira soporte del disco Revenge. Es la tercera entrega en vivo de la banda, siguiendo la tradición de usar el nombre Alive (véanse Alive! y Alive II). 
Muchas canciones ejecutadas por Kiss durante el Revenge Tour ("Parasite", "Strutter", "Christine Sixteen", "Hotter Than Hell", "Cold Gin", "Firehouse", "Love Gun" y "Shout It Out Loud") no fueron incluidas en la mezcla final del álbum, siendo agregadas en su lugar, el hit "I Was Made for Lovin' You" y la balada "I Still Love You", las cuales no eran parte del repertorio original del tour, sino que fueron grabadas durante una prueba de sonido.
Fue certificado Oro el 27 de octubre de 1994, cuando vendió 500 000 copias.[cita requerida]

## Lista de canciones
1. "Creatures of the Night" (Paul Stanley, Adam Mitchell) – 4:40
2. "Deuce" (Gene Simmons, Ace Frehley) – 3:42
3. "I Just Wanna" (Vinnie Vincent, Stanley) – 4:21
4. "Unholy" (Vincent, Simmons) – 3:43
5. "Heaven's on Fire" (Stanley, Desmond Child) – 4:02
6. "Watchin' You" (Simmons) – 3:35
7. "Domino" (Simmons) – 3:47
8. "I Was Made for Lovin' You" (Stanley, Child, Vini Poncia) – 4:31
9. "I Still Love You" (Vincent, Stanley) – 6:04
10. "Rock and Roll All Nite" (Stanley, Simmons) – 3:33
11. "Lick It Up" (Vincent, Stanley) – 4:18
12. "Forever" (Stanley, Michael Bolton) – 4:20
13. "Take It Off" (Stanley, Bob Ezrin, Kane Roberts) - 5:38
14. "I Love It Loud" (Vincent, Simmons) – 3:40
15. "Detroit Rock City" (Stanley, Bob Ezrin) – 5:11
16. "God Gave Rock 'N' Roll To You II" (Stanley, Simmons, Ezrin, Russ Ballard) – 5:21
17. "The Star Spangled Banner" (Francis Scott Key) – 2:38

## Personal
- Gene Simmons - bajo, voz
- Paul Stanley - guitarra Rítmica, voz
- Bruce Kulick - Guitarra solista y coros
- Eric Singer - batería, Coros

- Datos: Q1146620